# Minolyckan i Karasjok
Minolyckan i Karasjok är en episod i Nordnorge under de sista dagarna av andra världskriget.
Mot slutet av andra världskriget skedde i hemlighet utbildning av norsk militär i Sverige, de så kallade Polititroppene, bland annat på Flygbaskåren F 21 i Kallax i Norrbotten. Med militärflygfältet som bas påbörjades Operation Where and When, av svenskarna kallad Operation Balchen under vintern 1944–1945. Detta innebar att tio amerikanska transportflygplan under ledning av Bernt Balchen ombesörjde att sändningar av förnödenheter till norska motståndsmän i Finnmark, bland annat till Finnmarksvidda, skickades ned med fallskärmar av papper. C 47 Skytrain-flygplanen användes också för fallskärmsjägar- och radiotelegrafistutbildning av en enhet under Bjørn Rørholt och Thor Heyerdal som sattes upp i mars 1945 på F21. Fallskärmsskolan var första militära fallskärmsskolan i Sverige och även den första för norsk militär.
Under Heyerdals och Rørholts ledning byggdes ett militärt kommunikationsnät upp i Nordnorge. Bland annat hade norrmännen sedan den 27 april upprättat en signalstation i Karasjok. Ett kompani från den norska motståndsstyrkorna från huvudbasen i Skoganvarre skulle vid denna tidpunkt rensa vägen från Karasjok norrut från tyska landminor. En explosion av två stridsvagnsminor skedde den 29 april 1945, vid vilken omkring 20 minröjare omedelbart dödades och tolv blev allvarligt skadade.
En svensk läkare från Bodens sjukhus hoppade ned i fallskärm, men kunde inte göra mycket åt situationen utan operationsutrustning. De norska polistruppernas överläkare, kirurgen Carl Semb hämtades då från Stockholm med en av det amerikanska flygvapnets transportplan, tillsammans med operationsutrustning. Denne, ytterligare en norsk läkare, Hjalmar Wergeland (1909-1997), och den norska operationssköterskan Ella Krogh (1919-1998) släpptes ut över Karasjok med fallskärmar på andra försöket den 3 maj med tillfälligt lättande molntäcke tillsammans med utrustningen. De upprättade en operationssal i Karasjoks kyrka, en av mycket få byggnader i Finnmark som de tyska trupperna inte bränt ned under krigets slutskede.
Efter tolv timmars oavbrutna operationer evakuerades de skadade med svenska flygvapnets skidförsedda STOL-plan av typ S 14 Fieseler Storch ur det tillfälliga förbandet Fjällstorkarna från krigsflygfältet i Kalixfors i Kiruna kommun, vilka fortfarande kunde använda den frusna Kárášjohka (Karasjokälven) som landningsplats. Flygplanen, som först togs som tyska spaningsplan, blev första dagen av misstag beskjutna av norsk militär, men klarade sig utan större skador. Alla skadade blev evakuerade till Sverige fram till den 8 maj, den dag tyskarna kapitulerade.